# Jüri Alperten
Jüri Alperten   (Tallinn, 16 de juny de 1957 - 26 d'agost de 2020) fou un director d'orquestra estonià.

## Vida i música
Jüri Alperten va néixer en una coneguda família de música estoniana. Va completar els seus estudis de piano al Conservatori estatal de Tallinn el 1979 i direcció al conservatori de Leningrad el 1985. Des de 1985, Jüri Alperten ha estat treballant com a director d'orquestra a l'òpera nacional d'Estònia a Tallinn i va ser el seu director principal de 2002 a 2004. Des de 1994 Alperten ha estat director principal de l'Orquestra Simfònica de l'Acadèmia d'Estònia de música i des de 1998 director en cap de l'orquestra de la ciutat de Pärnu. A més, ha realitzat nombroses orquestres i actuacions operístiques a casa i a l'estranger.
Ha col·laborat amb moltes orquestres destacades, com ara l'orquestra de la ràdio hongaresa, la Sombathely Philharmonic Orchestra, diverses orquestres finlandeses, l'Orquestra Simfònica Nacional de Letònia, l'Orquestra Filharmònica de Leningrad, etc. Ha impartit actuacions de convidat a Rússia, Hongria, Finlàndia, Letònia, Suècia, etc. Ha dirigit òperes, sarsueles i ballets, amb una total de més de 40 representacions diferents. Ha estat director convidat a l'òpera nacional de Letònia, a l'òpera de Göteborg, a Suècia, etc.
A l'òpera nacional d'Estònia Jüri Alpreten ha estat el director musical de nombroses actuacions: els ballets d'Edur/Aints, Catherine I, Ravel, Daphnis et Chloé, Bizet-Shtshedrin Carmen, La Bella Dorment i El Trencanous de Txaikovski, de Serguei Prokófiev, Romeu i Julieta i Cinderella, Anna Karenina de Sxedrín, La Dame Aux camellias de Tiit Härm, Rosalinda de Ronald Hynd; òperes i sarsueles: La vida breve de de Falla, Der Freischütz de Weber, Die Fledermaus de Strauss, Man of La Mancha de Mitch Leigh, Fiddler on the Roof de Jerry Bock, etc.
El 2012 va guanyar el Premi Harjumaa Theatre, en el 2014 Premi Johann Voldemar Jannsen i el Premi d'interpretació del Consell musical estonià.